# Universität Reims

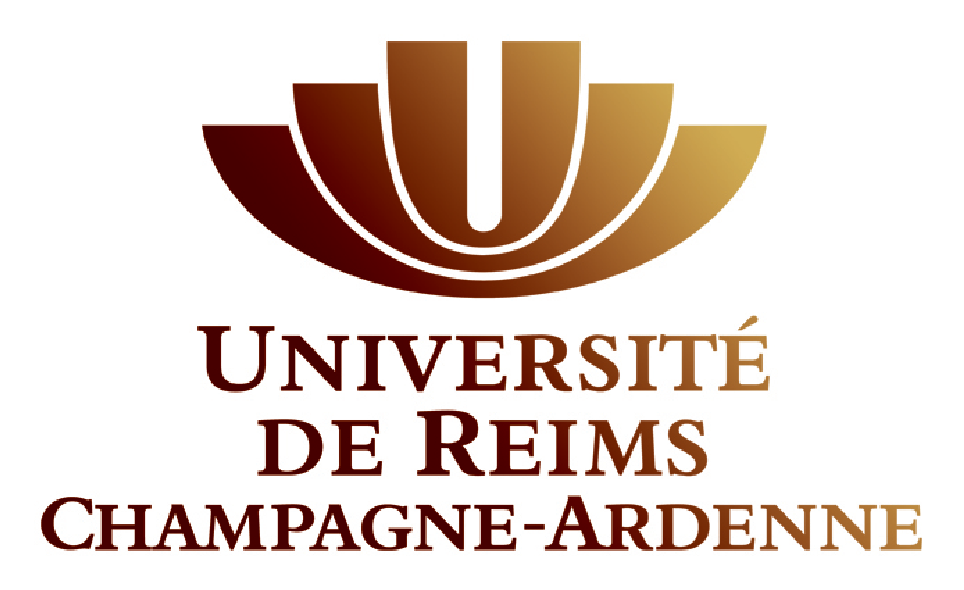
Logo

Die Universität Reims (französisch Université de Reims Champagne–Ardenne, URCA) ist eine Universität in der Stadt Reims in Frankreich.
Die Hochschule kann auf einen historischen Vorläufer seit dem frühen Mittelalter hinweisen; eine bedeutende Domschule (Gerbert von Reims) an der Kathedrale von Reims, die 1548 auf Anraten des Kardinals Charles de Lorraine-Guise von Papst Paul III. zur Universität (mit Promotionsrecht und bedeutender Medizinischer Fakultät, an der der Arzt Guillotin sein Examen ablegte) erhoben wurde. Zu ihren Jurastudenten gehörte auch der Revolutionär Louis Antoine de Saint-Just. Nach der Auflösung in der Französischen Revolution 1793 gab es mehr als eineinhalb Jahrhunderte keine Hochschule.
Erst in den 1960er Jahren wurden zunächst mehrere Hochschuleinrichtungen in Reims gegründet, aus denen 1971 die heutige Universität Reims entstand. Diese hat nun drei Standorte in Reims sowie weitere in Troyes, Charleville-Mézières und Châlons-en-Champagne. Als Zeichen der seit der Neugründung gewachsenen regionalen Struktur trägt die Universität seit 1982 in ihrem Namen den Zusatz der Region Champagne-Ardenne.
Im Studienjahr 2020/21 waren 28.786 Studenten an der Universität Reims eingeschrieben. Zu den bekanntesten Studenten gehörte der Fußballstar Lizarazu, ein Dozent war der Bildungspolitiker Luc Ferry.

## Dozenten
- Marie-Hélène Schwartz (1913–2013) – Mathematikerin
- Yvonne Choquet-Bruhat (1923–2025) – Mathematikerin
- Roger Brunet (* 1931) – Geograph
- Alain Badiou (* 1937) – Philosoph
- Claude Gauvard (* 1942) – Mittelalterhistorikerin
- Michèle Artigue (* 1946) – Mathematikdidaktikerin
- Beatrice Heuser (* 1961) – Militärhistorikerin
- Laure Gauthier (* 1972) – Schriftstellerin